# Bolesław Błażejewski
Bolesław Błażejewski (ur. 21 stycznia 1890 w Ilince, zm. wiosną 1940 w Katyniu) – polski lekarz, pułkownik lekarz Wojska Polskiego, ofiara zbrodni katyńskiej.

## Życiorys
Urodził się w rodzinie ziemiańskiej. Jego rodzicami byli Hipolit i Adela z Redlińskich. W 1908 złożył maturę w gimnazjum krzemienieckim i w tym samym roku rozpoczął studia na Wydziale Lekarskim Imperatorskiego Uniwersytetu Kijowskiego św. Włodzimierza w Kijowie. W sierpniu 1914 został zmobilizowany do Armii Imperium Rosyjskiego. Do 7 maja 1917 służył jako młodszy ordynator w szpitalu polowym 44 Dywizji Piechoty. W 1916 otrzymał dyplom lekarski. Od października 1918 do sierpnia 1919 praktykował w szpitalu w Lanckoronie.
We wrześniu 1919 został przyjęty do Wojska Polskiego, w stopniu porucznika lekarza, i przydzielony do szpitala polowego nr 406, w charakterze młodszego ordynatora. 24 września 1920 został zatwierdzony z dniem 1 kwietnia 1920 w stopniu kapitana, w Korpusie Lekarskim, w „grupie byłych Korpusów Wschodnich i byłej armii rosyjskiej”. W 1921 pełnił służbę w szpitalu polowym Nr 4010, pozostając na ewidencji kompanii zapasowej sanitarnej nr III.
3 maja 1922 został zweryfikowany w stopniu majora ze starszeństwem z dniem 1 czerwca 1919 i 142. lokatą w korpusie oficerów sanitarnych, grupa lekarzy. W latach 1923–1924 był starszym lekarzem 15 pułku artylerii polowej w Bydgoszczy, pozostając na ewidencji 8 batalionu sanitarnego w Toruniu. Od 16 października do 22 grudnia 1926 był słuchaczem kursu dokształcającego oficerów sztabowych w Oficerskiej Szkole Sanitarnej w Warszawie. W listopadzie tego roku ogłoszono jego przeniesienie do 8 Szpitala Okręgowego w Toruniu na stanowisko starszego ordynatora z powierzeniem mu obowiązków komendanta filii tego szpitala w Bydgoszczy. 23 stycznia 1928 awansował na podpułkownika ze starszeństwem z dniem 1 stycznia 1928 i 11. lokatą w korpusie oficerów sanitarnych, grupa lekarzy. W listopadzie tego roku został przeniesiony do 61 pułku piechoty w Bydgoszczy na stanowisko starszego lekarza pułku. Od grudniu 1929 pełnił jednocześnie obowiązki komendanta 8 Szpitala Okręgowego w Toruniu. W maja 1929, dowódca OK VIII w Toruniu, gen. bryg. Stefan Pasławski, wystawił o nim opinię służbową, w której m.in. czytamy:

Lekarz o solidnej prosperującej fachowości, człowiek o głębokim sercu, z całkowitym oddaniem opiekuje się chorymi żołnierzami. Zawsze gotów jest bez żadnej zwłoki przyjść z pomocą koledze oficerowi i to bez żadnej korzyści materialnej.

19 grudnia 1933 został mianowany pułkownikiem ze starszeństwem z dniem 1 stycznia 1934 i 4. lokatą w korpusie oficerów sanitarnych, grupa lekarzy. W czerwcu 1934 został przeniesiony do Dowództwa Okręgu Korpusu Nr V w Krakowie na stanowisko szefa sanitarnego. W styczniu 1936 został wyznaczony na stanowisko szefa sanitarnego w Dowództwie Okręgu Korpusu Nr II w Lublinie. Obowiązki na tym stanowisku pełnił do 15 września 1939, kiedy to został mianowany szefem sanitarnym Armii „Lublin”.

W czasie kampanii wrześniowej 1939, objął obowiązki szefa sanitarnego Armii „Lublin”. Po agresji ZSRR na Polskę, w nocy z 20 na 21 września, w rejonie Włodzimierza Wołyńskiego, dostał się do niewoli sowieckiej. Od 22 do 28 października 1939 przebywał w obozie jenieckim w Putywlu, a następnie w Kozielsku. Między 7 a 9 kwietnia 1940 został przekazany do dyspozycji naczelnika smoleńskiego obwodu NKWD. Między 9 a 11 kwietnia 1940 zamordowany przez funkcjonariuszy Obwodowego Zarządu NKWD w Smoleńsku oraz pracowników NKWD przybyłych z Moskwy na mocy decyzji Biura Politycznego KC WKP(b) z 5 marca 1940 w Lesie Katyńskim i tam pogrzebany w bezimiennej mogile zbiorowej, gdzie od 28 lipca 2000 mieści się oficjalnie Polski Cmentarz Wojenny w Katyniu. W miejscu tym prowadzone były ekshumacje i prace archeologiczne. W 1943 jego ciało zostało zidentyfikowane w toku ekshumacji nadzorowanych przez Niemców pod numerem 484 – raport dzienny z 24 kwietnia 1943 nr 484 (opisany jako Glazewski Bolesław), a przy zwłokach znaleziono: pocztówkę z Kowna, list oraz okulary. Po ekshumacji z dołu śmierci spoczął w mogile bratniej pierwszej. Figuruje na liście wywózkowej 015/2 z kwietnia 1940 pod pozycją 58 (teczka personalna nr 1202) i liście Komisji Technicznej PCK pod numerem 0484 (opisany jako Głażewski Bolesław). W Archiwum Robla w pakiecie 01335-01, został wspomniany na pocztówce z Lublina, znalezionej przy szczątkach Stefana Wąsowskiego. 
Postanowieniem nr 112-48-07 Prezydenta RP Lecha Kaczyńskiego z 5 października 2007 został awansowany pośmiertnie do stopnia generała brygady. Awans został ogłoszony 9 listopada 2007 w Warszawie, w trakcie uroczystości „Katyń Pamiętamy – Uczcijmy Pamięć Bohaterów”.

### Życie prywatne
27 lipca 1921 zawarł związek małżeński z Marią Potkańską, którą poznał w trakcie kampanii 1920, gdy pracowała w szpitalu wojskowym w charakterze siostry miłosierdzia. Miał z nią dwie córki: Annę Marię (ur. 8 września 1924) i Krystynę Adelę (ur. 23 lutego 1931). W 1954 aresztowano jego żonę i osadzono w więzieniu Informacji Wojskowej. Zmarła w Lublinie w 1957.

## Ordery i odznaczenia
- Złoty Krzyż Zasługi (18 marca 1932)[34]
- Medal Pamiątkowy za Wojnę 1918–1921[20][13]
- Medal Dziesięciolecia Odzyskanej Niepodległości[20][13]
- Odznaka Honorowa Polskiego Czerwonego Krzyża II stopnia (1935)[35]

## Upamiętnienie
13 kwietnia 2018 została odsłonięta tablica upamiętniająca Bolesława Błażejewskiego, umiejscowiona na ścianie gmachu Wojskowej Specjalistycznej Przychodni Lekarskiej w Toruniu (od strony ul. Jęczmiennej), a w uroczystości tej brali udział m.in. członkowie jego rodziny, a także przedstawiciele Rodzin Katyńskich i samorządowcy.
Jest jednym z 305 lekarzy pochowanych na Polskim Cmentarzu Wojennym w Katyniu i upamiętnia go tabliczka epitafijna nr 235.